# Программно-определяемая глобальная сеть
Программно-определяемая глобальная сеть (англ. SD-WAN, software-defined networking in a wide area network, SD-WAN) — реализация концепции программно-определяемой сети в рамках глобальной вычислительной сети, нацеленная на улучшение эксплуатационных качеств за счёт абстракции сетевого оборудования от механизмов управления им.
Существует мнение, что ключевое применение технологии SD-WAN заключается в том, чтобы предоставить компаниям возможность создавать высокопроизводительные глобальные сети, используя более дешевый и коммерчески доступный интернет. Это позволяет предприятиям частично или полностью заменить более дорогие технологии частных соединений WAN, такие как MPLS. Однако большинство поставщиков SD-WAN поддерживают как связанность сети через каналы интернета, так и каналы, организованные по MPLS, обеспечивая тем самым гладкую миграцию на новую технологию и удовлетворяя различные потребности клиентов при полном использовании преимуществ, предоставляемых MPLS-сетями.
Американская маркетинговая исследовательская компания Gartner в 2018 году предсказывала, что к 2023 году более 90 процентов инициатив по обновлению пограничной инфраструктуры WAN будут основаны виртуализированного оборудования (VCPE) или на программном обеспечении/устройствах SD-WAN

## Обзор
Сети WAN позволяют компаниям расширять свои компьютерные сети на большие расстояния, соединяя удаленные филиалы с центрами обработки данных и друг с другом, а также предоставляя приложения и услуги, необходимые для выполнения бизнес-задач. Из-за физических ограничений, накладываемых временем распространения сигналов на больших расстояниях, а также необходимостью интеграций нескольких поставщиков услуг для покрытия глобальных географических зон (часто пересекающих границы стран), традиционные WAN сталкиваются с серьёзными оперативными проблемами, такими как перегрузки сети, не оптимальные маршруты трафика, вариативность задержки пакетов, потери пакетов, и даже перебои в обслуживании. Современные приложения, такие как VoIP-телефония, видеоконференцсвязь, потоковое мультимедиа и виртуализированные приложения и рабочие столы требуют низкой задержки. Требования к пропускной способности также растут, особенно для приложений, использующих видео высокой четкости. Расширение возможностей традиционной архитектуры WAN может быть дорогим и сложным, с соответствующими трудностями, связанными с управлением сетью, разными поставщиками маршрутизаторов на разных объектах и сложностью поиска и устранения неполадок.
Продукты SD-WAN предназначены для решения этих сетевых проблем. Благодаря расширению или даже замене традиционных отраслевых маршрутизаторов устройствами виртуализации, которые могут управлять политиками на уровне приложений и обеспечивать наложение сети, менее дорогие интернет-соединения потребительского уровня могут действовать как выделенные каналы. Также это значительно упрощает процесс настройки маршрутизаторов для персонала в филиалах. Продукты SD-WAN могут быть физическими или виртуальными устройствами и размещаться в небольших удаленных офисах и филиалах, крупных офисах, корпоративных центрах обработки данных и на облачных платформах.
Централизованный контроллер используется для установки политик и определения приоритетов трафика. SD-WAN учитывает эти политики и доступность пропускной способности сети для маршрутизации трафика. Это помогает обеспечить соответствие производительности приложений установленному в контроллере соглашению об уровне обслуживания (SLA).

## История
Сети WAN были очень важны для развития сетевых технологий в целом и долгое время были наиболее важным применением сетей как для военных, так и для корпоративных приложений. Возможность передачи данных на большие расстояния была одним из основных движущих факторов развития технологий передачи данных, поскольку она позволяла преодолевать ограничения на расстояние, а также сокращать время, необходимое для обмена сообщениями с другими сторонами.
Устаревшие технологии WAN позволяли осуществлять связь по каналам, соединяющим две или более конечные точки. Более ранние технологии поддерживали двухточечную связь по медленной линии, обычно между двумя фиксированными точками. По мере развития технологий каналы глобальной сети стали более быстрыми и гибкими. Инновации, такие как коммутация каналов и коммутация пакетов (в форме X.25, ATM и более поздних интернет-протоколов или с использованием MPLS), позволили коммуникациям стать более динамичными, поддерживая постоянно растущие сети.
Необходимость строгого контроля, безопасности и качества обслуживания означала, что транснациональные корпорации были очень консервативны в аренде и эксплуатации своих глобальных сетей. Национальные правила ограничивают компании, которые могут предоставлять местные услуги в каждой стране, и для создания действительно глобальных сетей необходимы сложные механизмы. Все это изменилось с ростом Интернета, который позволил организациям во всем мире соединяться друг с другом. Однако в первые годы неконтролируемый характер Интернета не считался адекватным или безопасным для частного корпоративного использования.
Независимо от соображений безопасности, подключение к Интернету стало обязательной необходимостью до такой степени, что каждому филиалу необходим доступ в Интернет. Сначала из-за проблем безопасности часть сети связи все ещё осуществлялась через WAN, а связь с другими организациями (включая клиентов и партнеров) переместилась в Интернет.
По мере того как Интернет становился все более доступным и развивающимся, компании начали оценивать, как использовать его для частных корпоративных коммуникаций. В начале 2000-х годов доставка приложений по глобальной сети стала важной темой исследований и коммерческих инноваций. В течение следующего десятилетия растущая вычислительная мощность позволила создать программные устройства, которые позволяют анализировать трафик и принимать обоснованные решения в режиме реального времени, создавая возможность создания крупномасштабной оверлейной сети через общедоступный Интернет, которая могла бы реализовывать всю функциональность, унаследованную у глобальных сетей, за небольшую цену.
SD-WAN объединяет несколько технологий для создания полноценных частных сетей с возможностью динамического распределения пропускной способности сети между точками подключения.. Дополнительные усовершенствования включают в себя центральные контроллеры, настройку без участия оператора, интегрированную аналитику и инициализацию маршрутов по требованию, некоторые сетевые интеллектуальные инструменты базируются в облаке, обеспечивая централизованное управление и безопасность.
Сетевые издания начали использовать термин SD-WAN для описания этой новой сетевой тенденции ещё в 2014 году.

## Требуемые характеристики
Исследовательская фирма Gartner определила, что SD-WAN имеет четыре обязательные характеристики:
- Возможность поддержки нескольких типов соединений, таких как MPLS, оптоволоконная сеть последней мили или высокоскоростные сотовые сети, например, технологии 4G LTE и 5G;
- Возможность динамического выбора пути для распределения нагрузки и обеспечения отказоустойчивости каналов;
- Простой интерфейс для настройки и управления сетью;
- Возможность поддержки VPN и сторонних сервисов, таких как контроллеры оптимизации WAN, межсетевые экраны и веб-шлюзы.

## Форм-факторы
Продукты SD-WAN могут быть аппаратными или программными.

## Особенности
Функции SD-WAN включают отказоустойчивость каналов, качество обслуживания (QoS), безопасность и производительность с гибкими вариантами развертывания, упрощенное администрирование и устранение неполадок, инженеринг трафика.

### Устойчивость
Устойчивость сетей SD-WAN уменьшает время простоя, устойчивость обеспечивается избыточностью каналов. Для обеспечения отказоустойчивости технология должна обеспечивать обнаружение сбоев в реальном времени и автоматическое переключение на рабочие каналы.

### Качество обслуживания
Технология SD-WAN поддерживает соблюдение QoS благодаря анализу трафика на уровне приложений, отдавая приоритет пропускной способности наиболее важным приложениям. Это может включать динамический выбор пути, отправку приложения по более быстрому соединению или разделение трафика приложения по двум путям для повышения производительности за счет суммирования пропускной способности путей.

### Безопасность
Сети SD-WAN обычно защищены с помощью IPsec.

### Оптимизация приложения
SD-WAN могут улучшить доставку приложений с помощью кэширования, сохраняя запрошенную ранее информацию в памяти, чтобы ускорить доступ в будущем.

### Варианты развертывания
Большинство продуктов SD-WAN доступны в виде предварительно настроенных устройств, размещенных на границе сети, в центрах обработки данных, филиалах и других удаленных местах. Существуют также виртуальные устройства, которые могут работать на существующем сетевом оборудовании, или устройство может быть развернуто как виртуальное устройство в облаке в таких средах, как Amazon Web Services (AWS) или Microsoft Azure, или любых других провайдеров облачных услуг Унифицированных коммуникаций (UCaaS), или как программное обеспечение как сервис (SaaS). Это позволяет предприятиям получать выгоду от услуг SD-WAN при миграции приложений с корпоративных серверов на облачные службы, такие как Salesforce.com и приложения Google.

### Администрирование и устранение неполадок
Простота управления является ключевым требованием для сетей SD-WAN по утверждению Gartner. Как и в случае с сетевым оборудованием в целом, GUI могут быть предпочтительнее методов конфигурации и управления интерфейса командной строки (CLI). Другие полезные функции администрирования включают в себя автоматический выбор маршрутов трафика, возможность централизованно настраивать каждое конечное устройство, и даже настоящий программно-определяемый сетевой подход, который позволяет централизованно настраивать все устройства и виртуальные устройства на основе потребностей приложений, а не базового оборудования.

### Инженеринг трафика онлайн
Благодаря глобальному представлению о состоянии сети, контроллер, управляющий SD-WAN, может выполнять тщательное и адаптивное управление трафиком, назначая новые запросы на передачу в соответствии с текущим использованием ресурсов (соединений). Например, это может быть достигнуто путем выполнения централизованного вычисления скоростей передачи на контроллере и ограничения скорости на конечных точках в соответствии с этими скоростями.

## Дополнительные технологии

### Оптимизация SD-WAN и WAN
Есть некоторые сходства между оптимизацией SD-WAN и WAN, у обоих используется набор методов, направленных на повышение эффективности передачи данных через WAN. Целью каждого из методов является ускорение доставки трафика приложений между филиалами и центрами обработки данных, но технология SD-WAN дополнительно фокусируется на экономии средств и эффективности, за счет использования более дешевых сетевых соединений, тогда как оптимизация WAN ориентирована непосредственно на улучшение доставки пакетов. SD-WAN, использующая методы виртуализации, и с помощью управления трафиком WAN Optimization, позволяет динамически увеличивать или уменьшать пропускную способность сети по мере необходимости. Технология SD-WAN и WAN-оптимизация могут использоваться отдельно или вместе, и некоторые поставщики SD-WAN добавляют функции оптимизации WAN в свои продукты.

### Граничные маршрутизаторы WAN
Граничный WAN-маршрутизатор представляет собой устройство, которое пересылает пакеты данных между различными узлами сети, предоставляя предприятию доступ к сети оператора. Он называется граничным маршрутизатором, в отличие от основного (корневого, core) маршрутизатора, который отправляет пакеты только в пределах одной сети. SD-WAN могут работать c «перекрытием» существующего граничного маршрутизатора, для упрощения управления существующими граничными маршрутизаторами WAN, уменьшая зависимость от протоколов маршрутизации. Или же SD-WAN может быть альтернативой граничным маршрутизаторам WAN.

### SD-WAN против гибридного WAN
SD-WAN аналогичны гибридным WAN, и иногда эти термины используются взаимозаменяемо, но они не идентичны. Гибридная сеть WAN состоит из разных типов соединений и может иметь программный компонент сети (SDN), но не обязано.

### SD-WAN против MPLS
Облачная SD-WAN предлагает расширенные функции, такие как повышенная безопасность, бесперебойное облако и поддержка мобильных пользователей, которые естественным образом являются результатом использования облачной инфраструктуры. В результате облачная SD-WAN может заменить MPLS, позволяя организациям высвобождать ресурсы, связанные с инвестициями в глобальную сеть, и создавать новые возможности.
При предоставлении интернет-соединений операторами связи не поддерживается маркировка трафика IP-пакетов и пакеты всех клиентов оператора передаются фактически исходя из текущей загрузки сети с признаком «по возможности» (Best-Effort), в отличие от MPLS-каналов, в которых существует SLA и трансляция пакетов с учётом приоритета заголовка.

## Тестирование и аттестация (Стандартизация)
Поскольку не существует стандартного алгоритма для контроллеров SD-WAN, производители устройств используют свои собственные алгоритмы для передачи данных. Эти алгоритмы определяют, какой трафик направлять по какому соединению (линку) и когда переключать трафик с одного «линка» на другой. Учитывая количество вариантов, доступных как в отношении программных, так и аппаратных решений управления SD-WAN, крайне важно, чтобы они были протестированы в лабораторных и реальных условиях до фактического развертывания.
Существует несколько решений, доступных для тестирования, начиная от специализированных устройств эмуляции сети, которые могут эмулировать определённые сетевые искажения к тестируемой сети для надежной проверки производительности, до программных решений по тестированию.

## Обзор рынка
ИТ-сайт Network World делит рынок поставщиков SD-WAN на три группы: признанные сетевые поставщики, которые добавляют продукты SD-WAN в свои предложения, специалисты WAN, которые начинают интегрировать функциональность SD-WAN в свои продукты, и стартапы, ориентированные конкретно на SD-WAN рынок.
В качестве альтернативы обзор рынка, проведенный Nemertes Research, группирует поставщиков SD-WAN по категориям, основанным на их оригинальном технологическом пространстве: «Поставщики „чистого“ SD-WAN», «Поставщики решений оптимизации WAN», «Поставщики агрегации каналов» и «Основные поставщики сетей» Хотя категория Network World (стартапы, ориентированные конкретно на рынок SD-WAN), как правило, эквивалентна категории Nemertes «Поставщики „чистого“ SD-WAN», Nemertes предлагает более подробный обзор ранее существовавших WAN и общих сетевых провайдеров.
Кроме того, Nemertes Research также описывает внутреннюю сторону рынка SD-WAN, описывая стратегию выхода на рынок поставщиков услуг связи, выходящих на рынок SD-WAN. К таким провайдерам относятся «Поставщики услуг сеть как сервис», «Операторы связи», «Сети доставки контента» и «Поставщики защищенных глобальных сетей».
Несколько онлайн-ресурсов, включая подкаст о сетевых технологиях «Packet Pushers», хранят обновленный список существующих поставщиков SD-WAN. В июне 2018 года Network World назвал 10 горячих стартапов SD-WAN.